# Csomár Zoltán
Csomár Zoltán (Ungpinkóc, 1906. – Eger, 1991.) református lelkész, középiskolai tanár, egyházi író, helytörténész.

## Élete
1906-ban született az Ung megyei Ungpinkócon.
Elemi iskoláinak I-IV. osztályát Homokon végezte el, majd az Ungvári Állami Főgimnáziumba iratkozott be, ahol 1925-ben érettségizett.
Érettségi után az akkor megnyíló Losonci Teológiai Akadémia hallgatója lett, ahol református lelkészi oklevelet szerzett 1929-ben.
1945-ben Baktalórántházára került segédlelkésznek.
1949-ben magyar-történelem szakon középiskolai tanári oklevelet szerzett. Tanári diplomája megszerzése után a mátészalkai Esze Tamás Gimnáziumba került mint középiskolai tanár. Az iskolai munkája mellett honismereti, helytörténeti kutatómunkát végzett.
1967-ben ment nyugdíjba, majd 1976-ban Egerbe költözött. 1991-ben itt Egerben érte a halál.

## Munkássága
Számos írása jelent meg pedagógia témakörben.
Fő munkája a Mátészalka című helytörténeti monográfia, mely 1968-ban jelent meg.